# Mallotus trinervius
Mallotus trinervius là một loài thực vật có hoa trong họ Đại kích. Loài này được (K.Schum. & Lauterb.) Pax & K.Hoffm. mô tả khoa học đầu tiên năm 1914.